# Avance de tuberosidad tibial
El avance de la tuberosidad tibial (ATT) es un tipo de cirugía de la rodilla que se emplea cuando el perro sufre una rotura del ligamento cruzado anterior (LCA), y lo que se pretende con ella es corregir el test de compresión tibial.
Se realiza un corte en la tuberosidad tibial, y se avanza lo suficiente para corregir que el tibio rotuliano sea perpendicular a la superficie articular de la tibia y paralelo al vector de apoyo del fémur con respecto a la tibia.
Para ello se emplean unas cestas (hechas de titanio), 3-6-9-12 mm de ancho y con una placa con tornillos se fija la tuberosidad que hemos cortado. Se necesita material específico (relativamente caro). Utiliza placas, cestas y moldeadores exclusivos.